# Benhamina obliquata
Benhamina obliquata är en snäckart som först beskrevs av G.B. Sowerby I 1825.  Benhamina obliquata ingår i släktet Benhamina och familjen Siphonariidae. Inga underarter finns listade i Catalogue of Life.